# Encomienda

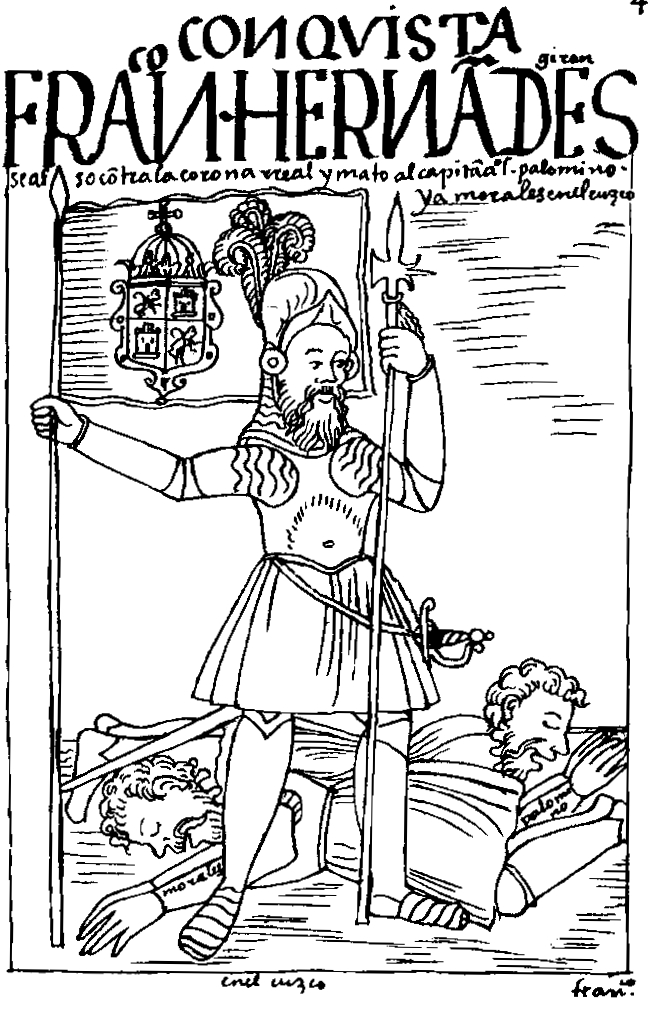
Francisco Hernández Girón, encomendero espanhol do Vice-Reino do Peru que protestou contra as Novas Leis em 1553. Essas leis, aprovadas em 1542, conferiam certos direitos aos povos indígenas e os protegiam contra abusos. Desenho de Felipe Guamán Poma de Ayala.

A encomienda foi estabelecida pela primeira vez na Espanha durante a Reconquista e continuou a ser usada durante a colonização espanhola das Américas e das Filipinas. 
Nas Américas, foi originalmente aplicada à região das Antilhas em 1503, com posterior projeção em outras porções da América espanhola, constando nos registros legislativos coloniais até o século XVIII, foi uma instituição jurídica imposta pela coroa com o objetivo de regular o recolhimento de tributos e circunscrever a exploração do trabalho indígena. Estabelecida a partir de um arranjo contratual, caracteriza-se pela submissão de um número variável de indígenas “pagadores de impostos” a um "encomendero" – inicialmente os mais notáveis soldados espanhóis nas guerras de conquista – responsável por viabilizar sua incorporação aos moldes culturais, econômicos e sociais europeus. No âmbito da circunscrição territorial, a encomienda não é uma concessão de terras, mas uma concessão de recolhimento de tributos. Diferentemente do que ocorre com a escravidão, não é perpétua nem transmitida hereditariamente, já que os nativos, ao menos juridicamente, foram tomados não por propriedade, mas por homens livres, embora seja possível uma aproximação entre ambas, dado que são expressões da forma de trabalho compulsório.

## História
Se tomada, à semelhança do que ocorre no feudalismo, enquanto uma relação entre um senhor que se apropria do trabalho de seus servos, sob a justificativa de dar-lhes proteção e inserção social de acordo com os moldes propostos pela religião, bem como a manutenção das possessões territoriais contra invasões estrangeiras, as origens institucionais da encomienda remontam, ainda, ao século V d.C., quando, diante da reconfiguração territorial do Império Romano, por meio da commendatio, ou patrocinium, o senhor oferecia proteção militar e apropriava-se de forma extra-econômica dos produtos resultantes do trabalho servil. 
No caso da Península Ibérica, ao término das guerras de reconquista (século VII – século XV), que resultou, em 1492, na definitiva expulsão dos governos muçulmanos, os Reis Católicos Isabel de Castela e Fernando de Aragão concederam aos que mais se destacaram nas guerras, o direito de administrar parcelas do território reconquistado, chamadas encomiendas. Não obstante as especificidades de cada região, as encomiendas foram transmitidas como forma de organização da exploração das Antilhas, no início do século XVI, tendo o termo sido utilizado pela rainha Isabel na Carta de Recomendação endereçada ao governador Nicolás de Ovando, Comendador-Maior da Ordem de Alcântara e representante da Coroa nas Antilhas, e recorrentemente retomado pelas correspondências estabelecidas entre a Coroa e seus representantes nas terras de além-mar, desde as cartas de Cortéz, a partir de 1521, para o estabelecimento da Nova Espanha, e durante a duração da Antiga Legislação Colonial, modificada, sobretudo, a partir do século XVIII, desaparecendo definitivamente em 1708.

## O caso da encomienda na Nova Espanha

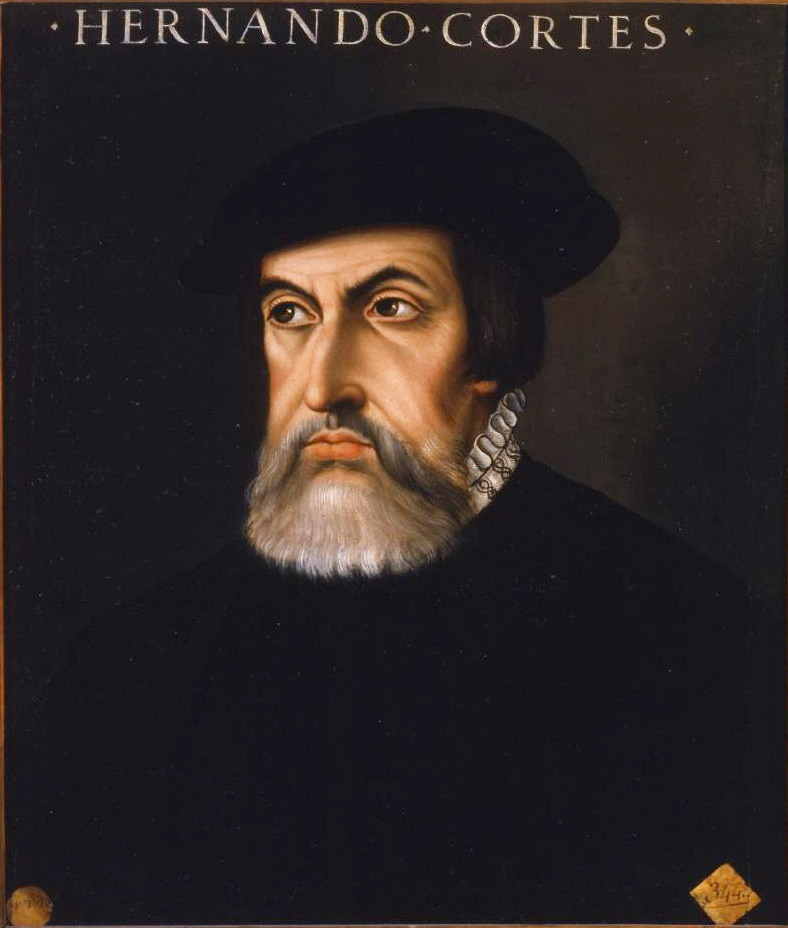
Hernán Cortés, conquistados dos Astecas e primeiro encomendero da Nova Espanha.

Finalizada a conquista de Tenochtitlán, em 1521, segundo o historiador Lesley Simpson, se impôs à Coroa a necessidade de estabelecer os parâmetros para repovoamento da região assaltada e para a concretização do processo colonizador. Tendo-se em vista o ainda elevado preço dos escravos africanos, e em virtude da experiência adquirida pelos espanhóis durante a ocupação das Antilhas, a Coroa acabou por adotar a instituição da encomienda, a fim de atender as demandas de mão de obra nas lavouras e nas minas.
À semelhança da reconquista da Península Ibérica, os conquistadores da Nova Espanha, em virtude do sucesso de sua empreitada, passaram exigir da Coroa concessões permanentes de terras (hacienda), isenções tributárias e títulos de nobreza (como no caso do Marquesado do Valle). É de se notar, portanto, que o processo de colonização foi permeado por tensões entre reis que pretendem fazer dos nativos seus súditos, espanhóis sedentos por subjugar os indígenas, tornando-os servos, e religiosos das ordens mendicantes, sobretudo os dominicanos, cuja maior expressão no momento é Bartolomé de Las Casas, demandando fazer dos indígenas cristãos.

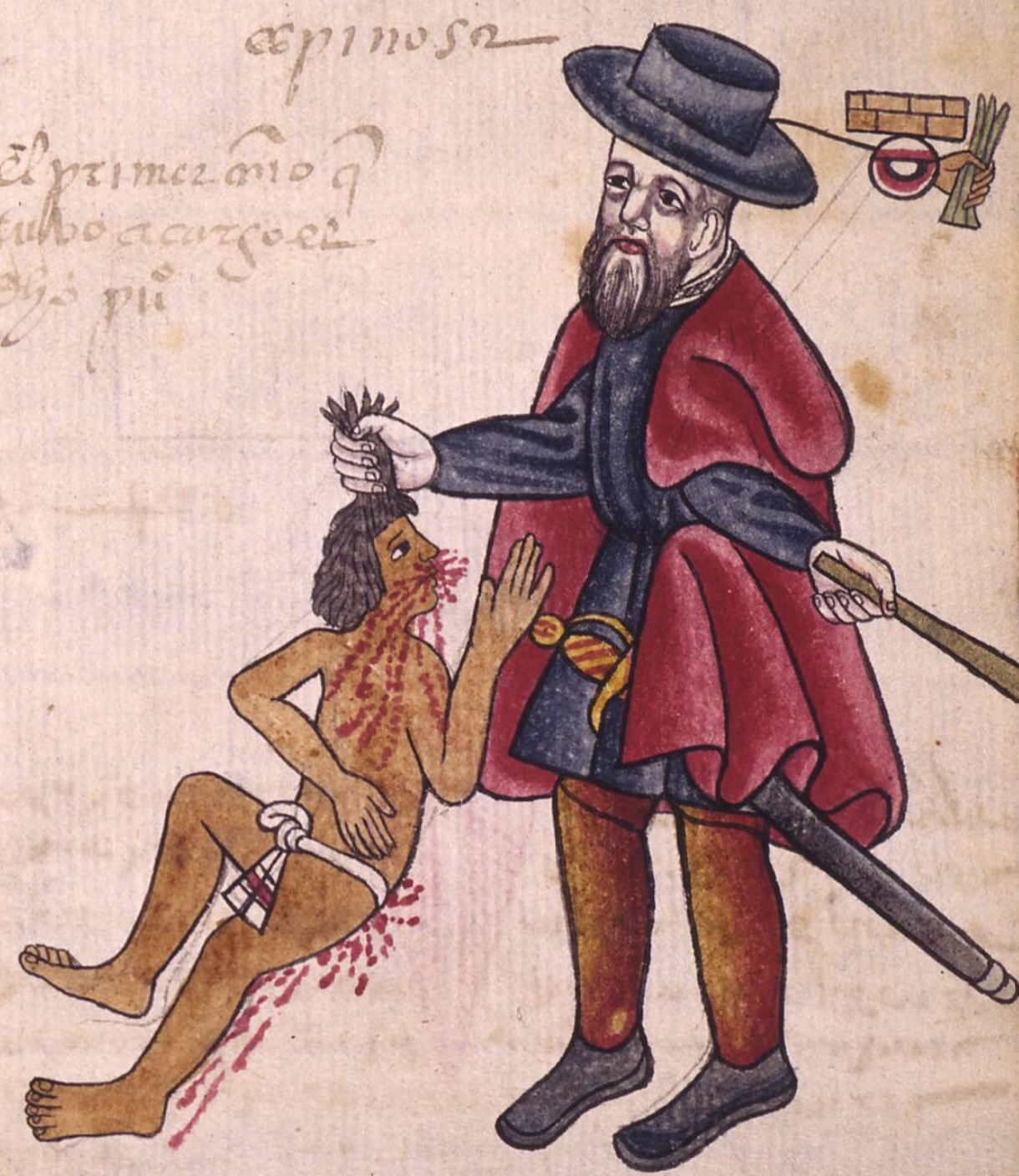
Códice Kingsborough: um encomendero abusa de um indígena.

Tornou-se célebre a batalha escolástica entre Las Casas e o frei Juan de Sepúlveda, em 1550, tendo por pano de fundo a escravidão indígena. Para o primeiro, baseado na Lei Natural, era evidente a humanidade dos indígenas, de modo que não poderiam ser escravizados. O segundo, por sua vez, partindo da premissa aristotélica de que alguns grupos humanos são mais aptos à servidão, legitimou, mesmo que indiretamente, o jugo imposto aos indígenas americanos. Há de se levar em conta que esta disputa segue os moldes da retórica tomista, de preocupação exclusivamente europeia, e que mesmo que pudesse afetar o tratamento dirigido aos indígenas, não perpassa as realidades que extrapolassem a teleologia cristã ou mesmo a retórica, uma vez que os europeus mostravam-se resistentes à alteridade indígena, não inquirindo a estes sobre qual posicionamento tomar.
De qualquer modo, seja por pressões religiosas, somadas aos régios interesses tributários, estabelecendo legislações que limitavam a exploração praticada pelos colonos, como as Leis de Burgos de 1512, quer cedendo às solicitações do Marquês do Valle, que muitas vezes ressaltava a inviabilidade das exigências do rei, fato é que na segunda metade do século XVI a instituição da encomienda mostrava-se em franca decadência, desviando-se dos principais objetivos dos colonos de tornar-se doação perpétua de terras e de pessoas, permitindo a a exploração servil, e passando a ser uma forma de pensão legada às famílias dos conquistadores. A coroa, supostamente temerária de que o sistema feudal vigorasse na América, tomou o cuidado para que os encomienderos se afastassem das possessões, cabendo-lhes apenas recolher os tributos e repassá-los a Madri, extraídos os devidos honorários. Paralelamente, as encomiendas desocupadas por incapacidade ou por falta de capital dos colonos, foram expropriadas pela Coroa.

## A decadência da encomienda no âmbito da práxis
Ainda segundo Simpson, seguiu-se ao processo de conquista um desastroso e impactante quadro de genocídio indígena, resultante das doenças trazidas tanto por europeus quanto por africanos, das investidas militares às aldeias e da circulação de escravos indígenas entre a Nova Espanha e as Antilhas. Isso por si só gerou uma escassez de mão de obra e consequentemente a decadência do sistema de encomiendas. Paralelamente, as Leis Novas de 1542 restringiram uma instituição já bastante debilitada, de forma que ficou praticamente inviável prosseguir com a encomienda que, apesar de se manter na legislação, muito provavelmente não tinha mais efeito prático. A permanência do termo encomienda na legislação até o século XVIII pode ser explicada como reflexo de sua total desconexão com a realidade prática, ao ponto de a Coroa não se preocupar em suprimi-lo.
Cabe ressaltar que mesmo as Leis Novas não puseram completo fim à escravidão indígena, mas, decorridos poucos anos, as gerações que se declaram indígenas, dela farão uso nos tribunais, marcando oposição aos abusos cometidos pelos colonos espanhóis.